# Rio Roda Velha
Rio Roda Velha är ett vattendrag i Brasilien.   Det ligger i delstaten Bahia, i den östra delen av landet, 500 km nordost om huvudstaden Brasília.
Omgivningen kring Rio Roda Velha är huvudsakligen savann. Området är nästan obefolkat, med mindre än två invånare per kvadratkilometer.